# ジョー・トゥーニー
- ジョー・トゥニー

ジョセフ・トゥーニー（Joseph Thuney, 1992年11月18日 - ）は、アメリカ合衆国オハイオ州センタービル出身のプロアメリカンフットボール選手。NFLのシカゴ・ベアーズに所属している。ポジションはガード。

## 経歴

### カレッジ
ノースカロライナ州立大学では2年目のシーズンから先発として活躍した。また、学業や社会奉仕活動にも力を入れていた。

### ニューイングランド・ペイトリオッツ
| 身長                        | 体重            | 腕 の 長 さ       | 手 の 大 き さ   | 40Yrd ダ ッ シ ュ | 10Yrd ス プ リ ッ ト | 20Yrd ス プ リ ッ ト | 20Yrd シ ャ ト ル | 3 コ 丨 ン ド リ ル | 垂 直 跳 び       | 立 ち 幅 跳 び     | ベ ン チ プ レ ス |
| --------------------------- | --------------- | ----------------- | ---------------- | ----------------- | -------------------- | -------------------- | ----------------- | ------------------- | ----------------- | ------------------ | ----------------- |
| 6 ft 4+5⁄8 in (195 cm)      | 304 lb (138 kg) | 32+1⁄4 in (82 cm) | 9+5⁄8 in (24 cm) | 4.95 s            | 1.71 s               | 2.84 s               | 4.54 s            | 7.47 s              | 28+1⁄2 in (72 cm) | 9 ft 2 in (2.79 m) | 28 回             |
| All values from NFL Combine |                 |                   |                  |                   |                      |                      |                   |                     |                   |                    |                   |

2016年のNFLドラフトにて、全体78位でニューイングランド・ペイトリオッツから指名され、その後ルーキー契約を結んだ。
1年目の2016年シーズンから先発として活躍し、チームはスーパーボウル制覇を成し遂げた。
2017年シーズンは2年連続でスーパーボウルに進出したが、フィラデルフィア・イーグルスに敗れ連覇を逃した。
2018年シーズンは3年連続でスーパーボウルに進出し、ロサンゼルス・ラムズと対戦。相手の守備の要であるアーロン・ドナルドを終始抑え、勝利に貢献した。
2019年シーズンはオールプロセカンドチームに選出された。
2020年3月16日にペイトリオッツからフランチャイズタグに指定され、3月19日に契約延長でなく、タグでの1年契約に合意した。

### カンザスシティ・チーフス
2021年3月18日にカンザスシティ・チーフスと5年総額8,000万ドルの契約の契約を結んだ。
2022年シーズンは自身初となるプロボウルに選出された。このシーズンは自身3度目となるスーパーボウル制覇を成し遂げた。
2023年シーズンも先発出場していたが、ディビジョナルプレーオフのバッファロー・ビルズ戦で負傷退場し、その後のプレーオフでも復帰は果たせなかったが、チームは第58回スーパーボウルに優勝した。
2024年シーズン左ガードとして2年連続のオールプロファーストチームに選出されたほか、シーズン終盤は左タックルでも3試合に先発し、サックを許さなかった。第59回スーパーボウルにも左タックルとして先発出場したが、チームで6サックを許して史上初の3連覇を逃した。

### シカゴ・ベアーズ
2025年3月12日、2026年のドラフトの4巡目指名権と引き換えにシカゴ・ベアーズにトレードされた。 5月20日、ベアーズと2年3500万ドルの契約延長を行った。